# Беляев, Валерий Иванович
Беляев Валерий Иванович (14 октября 1931, Детское Село, Ленинградская область — 28 марта 1999, Севастополь) — советский учёный, академик НАН Украины в области метеорологии и океанологии (1988), специалист по математическому моделированию сложных систем в оболочках Земли: атмосфере, гидросфере и техносфере.

## Биография
Валерий Иванович Беляев родился 14 октября 1931 г. в г. Пушкине в семье преподавателей. Окончил физический факультет Московского университета им. М. В. Ломоносова (1949—1954). Работал старшим научным сотрудником Института прикладной геофизики АН СССР. С 1962 г. работал в системе Академии наук Украины.
- 1962—1973 — Заведующий отделом и заместитель директора по научной работе Морского гидрофизического института НАН Украины (1962—1973). В 1969 г. защитил докторскую диссертацию.
  - 1964 — Доктор физико-математических наук,
  - 1969 — профессор, член-корреспондент НАН Украины.
- 1973—1981 — заведующий отделом математического моделирования Института биологии южных морей им. А. А. Ковалевского,
- 1981—1999 — заведующий отдела оптики и биофизики океана Морского гидрофизического института НАН Украины,
  - 1988 — академик НАН Украины
- 1992—1999 — председатель Крымского отделения НАН Украины, которое впоследствии было реорганизовано в Крымский научный центр. Тогда же В. И. Беляев создал и стал директором Научного центра по проблемам моделирования в экологии и рекреационной географии НАН Украины.
- 2000 — Лауреат Государственной премии Украины в области науки и техники (2000, посмертно).

## Научная деятельность
На основе оригинального подхода, основанного на лагранжевом представлении уравнений состояния в фазовом пространстве параметров, В. И. Беляев разработал эффективный метод описания геофизических явлений, обусловленных фазовыми переходами. Он изучал океан как сложную систему, состояние которой формируется в результате взаимодействия физических, химических, биологических процессов, а также в условиях антропогенных нагрузок.
Были разработаны модели физиологических процессов в тканях организмов морских животных при взаимодействии с окружающей средой, модели экосистем шельфа пелагиали Чёрного моря, модель его экосистемы сероводородной зоны, модель системы «город-окружающая среда», модель эволюции Солнечной системы и др. Были созданы новые логико-информационные модели экологических и эколого-экономических систем. На их основе были разработаны компьютерные программные системы управления развитием прибрежных морских регионов.

## Общественно-научная деятельность
- Член Комитета по Государственным премиям Украины в области науки и техники (1993)[1].

## Научные труды
- Исследование влияния эксплуатационных и экономических факторов на оптимальные характеристики котлоагрегатов: диссертация … кандидата технических наук: 05.00.00. — Москва, 1968. — 189 с.
- Метод Лагранжа в кинетике облачных процессов. — Ленинград: Гидрометеоиздат, 1964. — 119 с.
- Обработка и теоретический анализ океанографических наблюдений: монография / В. И. Беляев; АН УССР, Мор. гидрофиз. ин-т. — К.: Наукова думка, 1973. — 295 с.: рис., табл.
- Управление природной средой. — Киев: Наукова думка, 1973. — 126 с. — (Научно-популярная литература)
- Теория сложных геосистем / АН УССР, Ин-т биологии юж. морей им. А. О. Ковалевского. — Киев: Наукова думка, 1978. — 156 с.
- Моделирование морских систем / В. И. Беляев; АН УССР, Мор. гидрофиз. ин-т. — Киев: Наук. думка, 1987. — 201, [1] с.
- Основы логико-информационного моделирования сложных геосистем / В. И. Беляев, М. Ю. Худошина; АН УССР, Мор. гидрофиз. ин-т. — Киев: Наук. думка, 1989. — 157, [2] с. — ISBN 5-12-000574-8
- Математическое моделирование экологических систем шельфа / В. И. Беляев, Н. В. Кондуфорова; [АН УССР, Мор. гидрофиз. ин-т]. — Киев: Наук. думка, 1990. — 239,[1] с.